# Jerry Martin (componist)
Jerry Martin is een Amerikaans componist van muziek voor televisiereclames en computerspellen.

## Carrière
Martin begon met het nemen van muzieklessen op tienjarige leeftijd. Toen hij op de hogeschool en universiteit zat, speelde hij gitaar en keyboard. In 1985 startte hij het bedrijf Musicontrol op, waar hij van 1985 tot 1995 muziek componeerde en produceerde voor verschillende projecten.
In 1996 kwam Martin in dienst bij Maxis als hoofdcomponist, tevens werd hij verantwoordelijk voor alle audioprojecten van het bedrijf. Tot 2004 maakte hij muziek voor computerspellen uit series zoals De Sims en SimCity.
Daarna, in 2005, begon Martin een nieuw bedrijf genaamd Jerry Martin Music. Hier werkt hij aan verschillende muzikale projecten.

## Lijst van werken

### Computerspellen
- The Sims
  - The Sims: Het Rijke Leven
  - The Sims: Party
  - The Sims: Hot Date
  - The Sims: Op Vakantie
  - The Sims: Beestenboel
  - The Sims: Superstar
  - The Sims: Abracadabra
- The Sims: Erop Uit!
- The Sims Online
- De Sims 2
- SimCity 3000
- SimCity 4
  - SimCity 4: Rush Hour
- SimCopter
- SimTunes
- SimPark
- SimSafari
- SimGolf
- Streets of SimCity
- Supercross 2000
- Tony La Russa Baseball

### Televisiereclames
- American Telephone & Telegraph
- Acer
- Alamo Rent A Car
- Apple Inc.
- Electronic Arts
- GMC
- Sara Lee Corporation
- Hitachi
- Honda
- Landor
- National Basketball Association
- Safeway Inc.
- Southern Pacific Transportation Company
- Sun Microsystems
- Suzuki
- Toyota
- Wells Fargo